# 日本テレニュース
『日本テレニュース』（にほんテレニュース）は、1958年8月28日から1966年10月30日まで日本テレビ系列局で放送された正午の全国ニュース番組である。放送時間は毎週月曜 - 日曜12:00 - 12:15 (JST) 。

## 概要
日本テレビは、開局して間もない頃には自社のニュースを『NTVニュース』と題して放送していたが、開局5周年に当たる1958年8月28日に、大阪の読売テレビと福岡のテレビ西日本が開局。そしてその前月の7月1日にテレビ放送を開始した西日本放送を含め、以上の4局ネットワーク体制が確立したことを受け、正午の『NTVニュース』を、前述の4局の共同制作にすることにより、日本のテレビニュースを代表する意味で『日本テレニュース』の統一タイトルを付け、日立製作所の全国統一スポンサーで放送を開始する。その後、北海道の札幌テレビのテレビ単営局や、南海放送、北日本放送等の日本テレビ系列になるテレビ・ラジオ兼営局が各地で相次いで開局したことにより、日本テレビが本格的に全国ニュースの製作に取り組むようになる。
正午に編成のこの番組には、のちに系列各局で個別にスポンサーを付けるようになり、関東地区では1961年に大正製薬、1962年 - 1963年にトヨタグループ、1966年に山印醸造（「やまじるしみそ」名義）といった全曜日一社提供時代もあったが、大半は曜日別に異なるスポンサーを付けた。
NNN発足後の1966年10月31日に、それまでのモノクロニュース映画形式からキャスターニュース形式へ転換することとなり、カラー放送によるニュース番組『NNNワイドニュース』がスタート。『日本テレニュース』は役目を終えた。

## ネット局
- NTV 日本テレビ（キー局・製作局、関東広域圏）
- STV 札幌テレビ（北海道）
- RAB 青森放送（青森県）
- ABS 秋田放送（秋田県）
- YBC 山形放送（山形県）
- OX 仙台放送（宮城県）
- YBS 山梨放送（山梨県）
- KNB 北日本放送（富山県）
- FBC 福井放送（福井県）
- NBN 名古屋テレビ（中京広域圏）
- YTV 読売テレビ（準キー局、近畿広域圏）
- NKT 日本海テレビ（鳥取県、1959年12月から）
- RNC 西日本放送（香川県）
- HTV 広島テレビ（広島県）
- KRY 山口放送（山口県[注 1]）
- JRT 四国放送（徳島県）
- RNB 南海放送（愛媛県）
- RKC 高知放送（高知県）
- TNC テレビ西日本（福岡県、1964年9月まで[注 2]）

- 福島テレビは1963年4月の開局時に日本テレビとニュース協定を結んだものの、昼のニュースは本番組を放送せずフジテレビの『フジテレニュース』を放送していた[注 3]。